# Verrucaria trabicola
Verrucaria trabicola är en lavart som beskrevs av Arnold ex Servít. Verrucaria trabicola ingår i släktet Verrucaria och familjen Verrucariaceae.   Inga underarter finns listade i Catalogue of Life.